# Atragon
Atragon (jap. 海底軍艦 Kaitei Gunkan) – japoński film przygodowy z 1963 roku w reżyserii Ishirō Hondy.
Film jest luźną adaptacją powieści Kaitō Bōken Kidan: Kaitei Gunkan Shunrō Oshikawy i opowiadania Kaitei Ōkoku Shigeru Komatsuzakiego. Na podstawie tej samej powieści, w 1995 roku wyprodukowano anime Super Atragon, wydane w Polsce w 1997 na VHS przez Planet Manga (wersja angielska).

## Fabuła
Nocą dwóch fotografów – Susumu i Yoshito prowadzi sesję fotograficzną z modelką w okolicach portu. Nagle wyłania się z wody dziwaczny nurek, a następnie skradziona taksówka wpada do wody. Następnego dnia prowadzone jest dochodzenie przez detektywa Itō. Taksówkarz wspomina, że złodziej miał gorące ręce, a Susumu i Yoshito mówią, że nurek parował w kontakcie z wodą. Wkrótce uwagę Susumu przykuwa piękna kobieta, w której widzi idealną modelkę i robi zdjęcie tablicom rejestracyjnym jej samochodu. Do studia fotograficznego przychodzi detektyw Itō informujący, że porwano dwóch naukowców specjalizujących się w gejzerach i inżynierii.
Tymczasem do Kusumiego, szefa Kokoku Shipping Co. Ltd., przychodzi dziennikarz Uoto Unno. Wiedząc o służbie Kusumiego w Cesarskiej Marynarce Wojennej w stopniu kontradmirała informuje go o istnieniu okrętu podwodnego I-403 oraz o tym, że jego podwładny – kpt. Hachirō Jingūji wciąż żyje. Kusumi twierdzi, że Jingūji zginął podczas bitwy o Saipan, jednak jego siostrzenica i zarazem cóka Jingūjiego – Makoto wierzy w zapewnienia Unno. Kusumi mówi jej, że Jingūji był najlepszym budowniczym łodzi podwodnych i zagorzałym patriotą.
Makoto jest też kobietą widzianą przez Susumu i Yoshito w porcie. Po zlokalizowaniu jej jadą samochodem za jej limuzyną. Zauważają, że szofer zachowuje się dziwnie. Okazuje się, że Kusumi i Makoto zostali porwani, a ich szofer przedstawia się jako agent specjalny nr 23 Imperium Mu i zaprowadza ich nad morze, gdzie czeka statek. Susumu i Yoshito w ostatniej chwili ratują Kusumiego i Makoto przed agentem nr 23, który wskakuje do wody oznajmiając, że agenci Mu i tak po nich wrócą.
Cała czwórka informuje na komisariacie detektywa Itō o całym zajściu. Wkrótce policja otrzymuje przesyłkę dla kadm. Kusumiego. Jest to taśma filmowa z nagranym przemówieniem agenta nr 23. 12 tys. lat temu kontynent Mu był największym imperium na świecie, jednak jednej nocy zapadł się pod wodę. Ocalali z katastrofy wyewoluowali w silniejszą rasę tworzącą sztuczne słońce i zaawansowaną technologicznie cywilizację. Informuje także o I-403, którego załoga uciekła, zaś Jingūji w ukryciu tworzy znacznie potężniejszą łódź podwodną, której plany nadzorował kadm. Kusumi. Imperium Mu żąda zaprzestania budowy łodzi podwodnej i każe światu poddać się pod ich kontrolę. W przeciwnym razie ich bóstwo, Manda rzuci na nich klątwę.
Władze Japonii i ONZ uznają film za mistyfikację, do momentu gdy japoński statek zostaje zniszczony przez okręty podwodne Mu. Wysłana przez ONZ nowoczesna atomowa łódź podwodna Red Satan podczas pościgu za okrętami podwodnymi Mu ulega zniszczeniu z powodu ciśnienia wody. Dowódcy Japońskich Sił Samoobrony proszą Kusumiego o natychmiastowy kontakt z Jingūjim. Kusumi wciąż przekonany o śmierci Jingūjiego mówi, że nie wie gdzie on jest. Tymczasem mężczyzna, który śledził od dłuższego czasu Makoto zostaje aresztowany i zaprzecza byciu agentem Mu. Kusumi domyśla się, że jest żołnierzem japońskiej armii. Mężczyzna momentalnie przedstawia się jako podof. Tomo Amanoshome będący pod dowództwem kapitana Jingūjiego. Niechcący zdradza, że Jingūji nadal żyje, ale odmawia podania jego aktualnego położenia. Wkrótce następuje małe trzęsienie ziemi spowodowane przez Mu jako karę za dalszy opór świata przed poddaniem się. 
Amanoshome wciąż nie chce zdradzić, gdzie znajduje się Jingūji, ale zgadza się na zaprowadzenie do jego tajnej bazy. Wraz z det. Itō, Susumu, Yoshito, Makoto, Unno i Kusumim kieruje się na małą tropikalną wyspę, gdzie spotykają się z oddziałem Amanoshome. Unno zauważa, że wyspa jest pełna bogatych zasobów naturalnych. Wkrótce pojawia się kapitan Jingūji. Informuje wszystkich, że tubylcy wyspy weszli w skład jego załogi i pomogli mu w budowie podwodnego pancernika o nazwie Atragon (oryg. Gotengo). Jingūji wprawia wszystkich w osłupienie mówiąc, że Atragon powstał, by służyć tylko Japonii i odmawia ratowania reszty świata. Następnego dnia Jinguji zaprasza wszystkich na test Atragona, który także potrafi unosić się w powietrzu. Podczas świętowania udanego testu Jinguji wyjaśnia, że po ataku znacznie silniejszej marynarki Mu musiał porzucić I-403, na których były wczesne plany Atragona. Kusumi próbuje znowu przekonać Jingujiego do zmiany zdania, jednak ten nie chce przyjąć do wiadomości, że Japonia porzuciła imperializm.
Oburzona mentalnością ojca Makoto zarzuca Jingūjiemu, że dla niego bardziej liczy się wojna niż własna córka. Będący tego świadkiem Susumu podziela jej zdanie, jednak Jingūji mówi mu, że przez 20 lat nieobecności wciąż pamiętał o córce i prosi go, by ten ją chronił. Makoto zostaje schwytana przez Unno, który ujawnia się jako jeden z agentów specjalnych Mu. Susumu próbuje jej pomóc, ale i jego porywa Unno. Hangar, w którym znajduje się Gotengo, eksploduje, a Unno ucieka jeepem do wody razem z zakładnikami. W Imperium Mu cesarzowa rozkazuje złożyć zakładników w ofierze Mandzie, który jest wężem morskim podobnym do smoka orientalnego. Zakładnikami także są dwaj zaginieni japońscy naukowcy zmuszani niewolniczo do napraw w jaskiniach.
Imperium rozpoczyna atak wyłaniając się z góry Mihara i ogłasza przeprowadzenie masowego światowego ataku, o ile Atragon nie zostanie zniszczony. Tymaczem Jingūji nakazuje uruchomić Atragona, by rozprawić się z siłami Mu, które zaczyna atak w Zatoce Tokijskiej. Atragon ściga pod wodą okręt wielkiego kapłana Mu. W Imperium Mu gdy cesarzowa rozkazuje złożyć zakładników Mandzie, Susumu obezwładnia ją i grozi, że wypuści materiały wybuchowe przemycone przez naukowców. W przebraniach zakładnikom udaje się uciec, jednak cesarzowa wybudza Mandę. Zakładnicy wraz z cesarzową dostają się na pokład Atragonu. Manda zaczyna atakować Atragon, jednak zostaje odpędzona zaporą elektryczną, a następnie zamrożona co umożliwia załodze Atragonu desant na Imperium Mu. Wielki kapłan, agent specjalny nr 23 i Unno są w szoku, że jest przeprowadzany atak na elektrownie Mu. Po zniszczeniu elektrowni dwa okręty podwodne Mu chcą zaatakować Atragon, jednak zostają zniszczone, tym samym kładąc kres Imperium Mu. Cesarzowa widząc ostateczny upadek swej ojczyzny wskakuje do wody, chcąc podzielić los swych poddanych.   

## Obsada
- Ken Uehara – kadm. w st. sp. Kusumi
- Jun Tazaki – kpt. Hachirō Jingūji
- Tadao Takashima – Susumu Hatanaka
- Yokō Fujiyama – Makoto Jingūji
- Yū Fujiki – Yoshito Nishibe
- Hiroshi Koizumi – detektyw Itō
- Kenji Sahara – Uoto Unno / agent specjalny Imperium Mu
- Yoshifumi Tajima – podof. Tomo „Amano” Amanoshome
- Tatsuko Kobayashi – cesarzowa Imperium Mu
- Hideyo Amamoto – wielki kapłan Imperium Mu
- Akihito Hirata – agent specjalny Imperium Mu nr 23
- Hiroshi Hasegawa – mł. por. Fuji
- Hisaya Itō – Shindo, pierwszy porwany naukowiec
- Nadao Kirino – drugi porwany naukowiec
- Akemi Kita – modelka Rimako
- Ikio Sawamura – taksówkarz

## Produkcja

### Scenariusz
Scenarzysta filmu, Shinichi Sekizawa oparł scenariusz o powieść militarystyczną sf Kaitō Bōken Kidan: Kaitei Gunkan Shunrō Oshikawy, którą czytał w dzieciństwie. Jednakowo on i Ishirō Honda zmienili treść powieści opublikowanej w 1900 roku i chwalącej Japonię okresu Meiji. W oryginale głównym bohaterem był oficer marynarki Sakurai, który stworzył na tajnej bazie nowoczesny okręt celem chwały Japonii. W związku z kapitulacją Japonii w 1945 roku i porzuceniem polityki imperializmu osadzono akcję współcześnie i uczyniono z odpowiednika Sakuraia byłego żołnierza Cesarskiej Marynarki Wojennej nie mogącego pogodzić się z przegraną Japonii. Z kolei antagoniści – cywilizacja Mu – zostali zaczerpnięci z opowiadania dla dzieci Kaitei Ōkoku Shigeru Komatsuzakiego. W samym filmie Mu jest zaawansowaną faszystowską cywilizacją ślepo przekonaną o swej wyższości, co miało odzwierciedlać Cesarstwo Wielkiej Japonii. Sekizawa napisał scenę, w której kpt. Jingūji dowiedziawszy się o porwaniu córki chce ją poświęcić, by ocalić świat, co wywołuje spór pomiędzy nim a Kusumim. Honda postanowił zrezygnować z niej, ponieważ widział fabułę jako powieść o problemach globalnych, a nie osobistych.

### Casting
Ishirō Honda do obsady zatrudnił stałą ekipę aktorów występujących w jego filmach. Komicy Tadao Takashima i Yū Fujiki, którzy grali wcześniej u Hondy w King Kong kontra Godzilla, zostali obsadzeni w podobnych rolach, Hiroshi Koizumi zagrał detektywa Itō. Kenji Sahara, Akihito Hirata i Hideyo Amamoto wcielili w rolę popleczników Imperium Mu. Honda zaproponował Saharze odegranie czarnego charakteru, sądząc że będzie to dla niego dobre doświadczenie. Sahara, wiedząc że jego postać odczuwa chłód na powierzchni Ziemi, próbował grać w ten sposób i tym samym dawać wskazówki widowni, że jest osobliwego. Honda po przedstawieniu pomysłu, zaakceptował go. Sekizawa widział w roli kpt. Jingūjiego Toshirō Mifune, jednak ostatecznie otrzymał ją aktor charakterystyczny Jun Tazaki, zwykle obsadzany w rolach wojskowych, szefów i ojców. Ishirō Honda nie miał pomysłu kogo obsadzić w roli cesarzowej Imperium Mu, do momentu gdy spotkał się z Tatsuko Kobayashi pracującą w jednej stacji Tōhō. Honda określił ją jako ciężko pracującą i energiczną osobę. Wygląd cesarzowej został stworzony przez samą Kobayashi. Z kolei ulubiony aktor Hondy – Yoshifumi Tajima wcielił się w jednego z oddanych Jingūjiemu żołnierzy.

### Realizacja
Zdjęcia rozpoczęły się 5 września 1963. Okres zdjęciowy został ograniczony w stosunku do innych produkcji w związku z przeznaczeniem na grudniową premierę. Skrócony czas produkcji zmusił Eijiego Tsuburayę do rezygnacji z niektórych efektów. Honda także planował pokazać część miast Imperium Mu, co nie zostało zrealizowane z powodów budżetowych. Przy projektach graficznych uczestniczył Shigeru Komatsuzaki, który oparł cywilizację Mu na kulturach starożytnych Fenicji i Egiptu.
Komatsuzaki opracował także projekt Atragona: „Ponieważ struktura łodzi podwodnej i rakiety są zasadniczo różne, wiem, że nie mogę zrobić czegoś takiego jakAtragon, ale ekran filmu jest zaprojektowany tak, aby przekonać publiczność. Zrobiłem to”. Teruyoshi Nakano wpadł na pomysł dodania wiertła na dziobie Atragona.
Wykonano trzy drewniane modele o długości 16 shaku, 6 shaku i 1 shaku, a także miniaturę w rozmiarze 3 shaku z ruchomą częścią mostka do scen transformacji w rakietę. Końcówka wiertła została wykonana z obrabianego maszynowo aluminium i zbudowano w niej elektryczny mechanizm wprawiający je w ruch. Sztuczka, która wyrzuca freon jest również wbudowana w dolnej części. Do głównych zdjęć strzelania użyto modelu w rozmiarze 6-shaku. Największy z modeli został użyty w scenie, w której Atragon po raz pierwszy pojawia się na powierzchni jeziora, a dodatkowo spod miniatury sprężone powietrze jest natychmiast uwalniane spod miniatury, przedstawiając ciężkie wejście. Na planie wystąpiły także projekty Atragonu poruszającego się po ziemi gąsienicami, ale nie zostało to zilustrowane w gotowym filmie. Potrójne działo elektroniczne nigdy nie zostało użyte w filmie, chociaż nadal istnieją filmy z efektami specjalnymi do materiałów syntetycznych, które konfrontują łódź podwodną Mu w Zatoce Tokijskiej i artylerię wymienną. Przycięty film z efektami specjalnymi można znaleźć w materiałach dodatkowych w Tokusatsu mi shiyō firumu taizenshū z 1986 roku i Gojira DVD Korekushon II z 2008 roku.
Zestaw dokujący miał kształt akwarium i był faktycznie wypełniony wodą. 
Manda została dodana do filmu na zlecenie Tomoyukiego Tanaki, producenta filmu. Manda była pierwotnie konceptualizowana jako olbrzymi wąż i nadano jej nazwę Mammoth Snake (jap. マ ン モ ス ス ネ ー ク Manmosu Sunēku), który później stał się Mammoth Serpent (jap. マンモス蛇 Manmosu Da). Ponieważ nadchodzący rok, rok 1964, był rokiem smoka, Tōhō uznało zrobić z niego smoka azjatyckiego i skróciło Manmosu Da do Manda, które stało się oficjalnym imieniem potwora. Za projekt Mandy odpowiadał Akira Watanabe. Głowę Mandy stworzył Teizō Toshimitsu, a ciało bracia Yagi. Ekipa Eiji Tsuburayi zbudowała dziesięć makiet Mandy w różnych rozmiarach, od dwudziestu centymetrów do pięciu metrów. Pięciometrowa makieta Mandy była wyposażona w kontrolowaną radiem szczękę.

### Postprodukcja
Tōhō zleciło na rynek międzynarodowy anglojęzyczną wersję Atragona przygotowaną przez studio Axis International z Hongkongu.

## Odbiór

### Premiera
Atragon miał premierę 22 grudnia 1963 w podwójnym seansie z Honkon kurējī sakusen. Film wznowiono w 1968 roku w podwójnym seansie wraz z Zniszczyć wszystkie potwory oraz w 1983 roku w ramach festiwalu Gojira no Fukkatsu.

### Wynik finansowy
Atragon stał się trzynastym najbardziej dochodowym filmem roku, zarabiając 175 mln jenów. Film był chętnie puszczany w telewizji i na kinowych festiwalach

## Odniesienia w kulturze popularnej
- Szkocki zespół stoner-metalowy Atragon nazwał się na cześć filmu[13].
- Zespół Glassjaw wzięło tytuł Mu Empire od Imperium Mu z filmu[13].
- Atragon, już pod oryginalną nazwą Gotengo, i Manda pojawiły się w filmie Godzilla: Ostatnia wojna[14]. Także jeden z bohaterów nazywa się tak samo jak Hachirō Jingūji.
- Raimei Destroyer z serialu Mirai Sentai Timeranger i jego adaptacji Power Rangers Time Force jest oparty na Atragonie.
- W Urusei Yatsura 2: Beautiful Dreamer podczas gorączkowych przygotowań w liceum w Tomobiki-cho do festiwalu wśród przeciskających się na schodach studentów znajdują się studenci operujący makietą Mandy oplatającej Atragon[15].
- W odcinku The Plastic Man Comedy/Adventure Show pt. The Colossal Crime of Commodore Peril komodor Perry używa latający łodzi podwodnej podobnej do Atragonu[16].
- Podziemna cywilizacja Murazja z odcinków 47-48. Sonica X jest wzorowana na cywilizacji Mu. Z kolei krążownik wojskowy GUN Fort V3 wizualnie przypomina Gotengo[17][18].
- W filmie Godzilla II: Król potworów legowisko Godzilli znajduje się w ruinach najstarszej na świecie cywilizacji mocno inspirowanej cywilizacją Mu[19].
- Gotengo pojawia się w Gekijō-ban Chōsei Kantai Seizā Ekkusu Tatakae! Hoshi no Senshi-tachi.
- Gohten z filmu The War in Space jest oparty na Atragonie.
- W napisach końcowych Godzilla: Singular Point Manda toczy walkę z King Caesarem z Godzilla kontra Mechagodzilla, zaś w otwartym pliku komputera Mei pojawia się napis „Manda”[20].